# Elecciones al Parlamento Europeo de 2019 (Reino Unido)
La participación del Reino Unido en las elecciones al Parlamento Europeo de 2019 tuvo lugar el jueves 23 de mayo de 2019. Inicialmente, las elecciones no estaban previstas, ya que la salida del Reino Unido de la Unión Europea (tras el referéndum de 2016) estaba planeada para el 29 de marzo de 2019. Sin embargo, tras una breve prórroga de dos semanas, hasta el 12 de abril, en la cumbre europea del 11 de abril de 2019, el gobierno británico y el Consejo Europeo acordaron retrasar la salida británica hasta el 31 de octubre de 2019. Si bien según la legislación del Reino Unido y de la Unión Europea (UE) la convocatoria de las elecciones era inevitable, el ejecutivo británico siguió intentando conseguir un acuerdo de salida para antes del 23 de mayo y así no tener que celebrar finalmente las elecciones. El 7 de mayo de 2019 el gobierno británico admitió que, contra su voluntad, y por imperativo legal, las elecciones tendrían que celebrarse.
Fue la novena y última vez que el Reino Unido eligió a sus eurodiputados al Parlamento Europeo (cuarta en el caso de Gibraltar). Las candidaturas se presentaron antes de las 16:00 del 25 de abril de 2019 y el registro de votantes se completó el 7 de mayo de 2019. No se sabía durante cuánto tiempo se mantendrían los diputados británicos al Parlamento Europeo debido a las incertidumbres sobre el Brexit, aunque finalmente el proceso se concretó el 31 de enero de 2020.
La salida del Reino Unido de la Unión Europea fue el tema central de la campaña electoral, con la consideración de que podía tratarse como una estimación sobre un segundo referéndum sobre el Brexit.

## Resultados
El Partido del Brexit, fundado apenas unos meses antes, ganó ampliamente las elecciones europeas, con 29 escaños de los 73 en juego. Sin embargo, los partidarios de la permanencia en la Unión Europea ganaron en conjunto las elecciones, con mayoría absoluta, al sumar 40 diputados los partidarios del "Bremain" frente a los 33 que sumaron los partidarios del "Brexit".
| Partido nacional                                              | Partido nacional                                   | Partido Europeo   | Grupo Europeo     | Votos      | %     | +/–   | Escaños | +/–         |
| ------------------------------------------------------------- | -------------------------------------------------- | ----------------- | ----------------- | ---------- | ----- | ----- | ------- | ----------- |
|                                                               | Partido del Brexit                                 |                   | EFD               | 5,248,533  | 30.5% | Nuevo | 29/73   | Nuevo       |
|                                                               | Liberal Demócratas (LibDem)                        | ALDEP             | ALDE              | 3,367,284  | 19.6% | 13.0  | 16/73   | 15          |
|                                                               | Partido Laborista (Lab)                            | PES               | S&D               | 2,347,255  | 13,7% | 10,8  | 10/73   | 10          |
|                                                               | Partido Verde de Inglaterra y Gales (Green)        | EGP               | G-EFA             | 1,881,306  | 11.8% | 4,0   | 7/73    | 4           |
|                                                               | Partido Conservador (Con)                          | AECR              | ECR               | 1,512,809  | 8.8%  | 14.3  | 4/73    | 15          |
|                                                               | Partido Nacional Escocés (SNP)                     | EFA               | G-EFA             | 594,553    | 3.5%  | 1.1   | 3/73    | 1           |
|                                                               | Plaid Cymru                                        | EFA               | G-EFA             | 163,928    | 1.0%  | 0.3   | 1/73    | Sin cambios |
|                                                               | Sinn Féin (SF)                                     |                   | GUE/NGL           | 126,951    | 0.7%  | 0,2   | 1/73    | Sin cambios |
|                                                               | Partido Unionista Democrático (DUP)                |                   | NI                | 124,991    | 0,83% | 0,7   | 1/73    | Sin cambios |
|                                                               | Partido de la Alianza de Irlanda del Norte         | ALDEP             | ALDE              | 105,928    | 0.6%  | 0,6   | 1/73    | 1           |
|                                                               | Change UK                                          | PPE               |                   | 571,846    | 3.3%  | Nuevo | 0/73    | Nuevo       |
|                                                               | Partido de la Independencia del Reino Unido (UKIP) |                   |                   | 554,463    | 3.2%  | 23.4  | 0/73    | 24          |
|                                                               | Resto de partidos                                  | Resto de partidos | Resto de partidos | 600.516    | 3.6%  |       | 0/73    | Sin cambios |
| Votos válidos                                                 | Votos válidos                                      | Votos válidos     | Votos válidos     | 17,199,701 |       |       |         |             |
| Votos nulos                                                   |                                                    |                   |                   |            |       |       |         |             |
| Participación                                                 | Participación                                      | Participación     | Participación     |            | 37%   | 1.4   | 73/73   | Sin cambios |
| Fuente: Página web de la BBC para Inglaterra, Gales y Escocia |                                                    |                   |                   |            |       |       |         |             |